# NGC 5710
NGC 5710 (другие обозначения — UGC 9440, MCG 3-37-32, ZWG 104.60, PGC 52369) — эллиптическая галактика (E) в созвездии Волопас.
Этот объект входит в число перечисленных в оригинальной редакции «Нового общего каталога».